# Samuel Crompton
Samuel Crompton (3. prosince 1753, Bolton – 26. června 1827, Bolton) byl anglický vynálezce a podnikatel. Roku 1779 zdokonalil spřádací stroj vynalezený Jamesem Hargreavesem (tzv. spinning jenny) a sestrojil stroj, který s pomocí 48 vřeten předl stejnoměrně pavučinovou přízi (tzv. spinning mule). Tento stroj poté způsobil revoluci v textilním průmyslu. Cromptonovi se však nepodařilo získat patent a takřka nic na vynálezu nevydělal. Až roku 1812 požádal britský parlament o ocenění a bylo mu vyplaceno 5000 liber. S nimi se pokusil poté podnikat, avšak neúspěšně.

## Spinning mule
Přást se zjemňuje ve válečkovém průtahovém ústrojí a materiál je veden k rotujícímu vřetenu. Během oddalování vřetenové lavice dochází k vlastnímu předení – stužka vláken se dále zjemňuje (asi o 10 %) a zakrucuje. Po dobu zpětného chodu lavice s vřeteny se zastaví běh průtahového ústrojí a příze se navíjí na cívku. Na původních strojích stavěných (z velké části ze dřeva) až se 48 vřeteny s otáčkami do 1700 za minutu se daly vyrábět velmi jemné (asi do 2,7 tex), stejnoměrné příze. Obsluha byla však velmi náročná na tělesnou zdatnost (přadlák musel mimo jiné vlastní silou pohybovat vůz s vřetenovou lavicí) a profesionální zkušenost. Stroj se používal v původní formě i pro domácké předení a později, s větším počtem vřeten poháněných vodním kolem, asi do poloviny 19. století k tovární výrobě. (Např. v roce 1812 mělo být v provozu 4-5 milionů vřeten). Potom byl postupně nahrazen plně zmechanizovanou variantou selfaktor.